# Thế gian này, nếu chẳng còn Mèo (phim)
Thế gian này, nếu chẳng còn Mèo (世界から猫が消えたなら Sekai kara neko ga kietanara) là phim điện ảnh Nhật Bản, công chiếu vào năm 2016 do Nagai Akira (永井聡) đạo diễn, với sự góp mặt của diễn viên Satoh Takeru và Miyazaki Aoi. Nội dung dựa trên tiểu thuyết cùng tên Sekai kara Neko ga Kieta nara (世界から猫が消えたなら) của Kawamura Genki (川村元気). Tiểu thuyết được dịch và ấn hành bản tiếng Việt dưới nhan đề Thế gian này, nếu chẳng còn mèo. Phim được phát hành tại Nhật Bản bởi Toho vào ngày 14 tháng 5 năm 2016.

## Cốt truyện
Một anh bưu tá bình thường trong một ngày bình thường như bao ngày bình thường khác phát hiện mình bị mắc ung thư giai đoạn cuối. Anh không quá suy sụp nhưng cú sốc này vẫn khiến anh kiệt sức đến ngất đi ngay trước cửa căn hộ của mình. Tỉnh dậy, anh thấy bên cạnh anh là một kẻ xa lạ, hắn tự nhận mình là ác quỷ. Ác quỷ mang hình dạng giống y chang anh, chỉ khác ở phong cách ăn mặc. Hắn đến để trao thêm cơ hội sống cho anh. Nhưng để có được cơ hội này, anh phải chấp nhận đánh đổi: mỗi một ngày được sống thêm là một thứ trên cuộc đời biến mất. Lần lượt điện thoại, phim ảnh, đồng hồ ra đi. Cho đến khi ác quỷ chọn loài mèo thì anh đã đưa ra quyết định cuối cùng của cuộc đời mình. Đan xen với những vật biến mất là hoài niệm về quá khứ, về gia đình, những người thân yêu của anh.

## Diễn viên
- Satoh Takeru trong vai anh bưu tá[3]
- Miyazaki Aoi trong vai người yêu cũ của anh bưu tá [3]
- Hamada Gaku trong vai Tsutaya (bạn thân của anh bưu tá)[3]
- Okuno Eita (奥野瑛太?)[3]
- Ishii Anna[3]
- Okuda Eiji trong vai bố của anh bưu tá[3]
- Harada Mieko trong vai mẹ của anh bưu tá[3]

## Đón nhận
Trong tuần đầu tiên công chiếu tại các phòng vé tại Nhật Bản, phim nhận được 141,691 lượt mua vé và doanh thu đạt ¥184.7 triệu. Trong tuần thứ hai công chiếu, phim tiếp tục giành vị trí thứ ba về lượt mua vé với 104,440 lượt mua vé và đạt vị trí thứ hai về doanh thu với ¥141.4 triệu.

## Đường dẫn bên ngoài
- Website chính thức (tiếng Nhật)
- Thế gian này, nếu chẳng còn Mèo trên Internet Movie Database